# Ella Margaret Gibson
Margaret "Gibby" Gibson (14 septembre 1894 - 21 octobre 1964) est une actrice américaine du cinéma muet et du théâtre.

## Biographie
Elle eut des premiers rôles dans plusieurs westerns de la Vitagraph, souvent avec William Clifford. Elle apparait également dans The Coward (1915) avec Charles Ray puis dans deux westerns avec William S. Hart: The Money Corral et Sand!.
En 1999 fut rendue publique sa confession avant de mourir d'une crise cardiaque l'après-midi du 21 octobre 1964, dans laquelle elle s'accuse du meurtre du réalisateur William Desmond Taylor en février 1922,.
Gibson fut parfois créditée ou sinon identifiée sous au moins huit autres noms, Patricia Palmer, Patsy Palmer, Margie Gibson, Marguerite Gibson, Helen Gibson, Ella Margaret Lewis, Ella Margaret Arce ou Pat Lewis. Elle joua dans plus de 140 films entre 1913 et 1929.

## Filmographie partielle
- 1914 : Ginger's Reign de Burton L. King
- 1914 : The Ghosts
- 1914 : A Little Madonna
- 1915 : Un lâche (The Coward) de Reginald Barker et Thomas H. Ince
- 1920 : Son meilleur ami
- 1921 : Greater Than Love
- 1924 : A Pair of Hellions

## Galerie

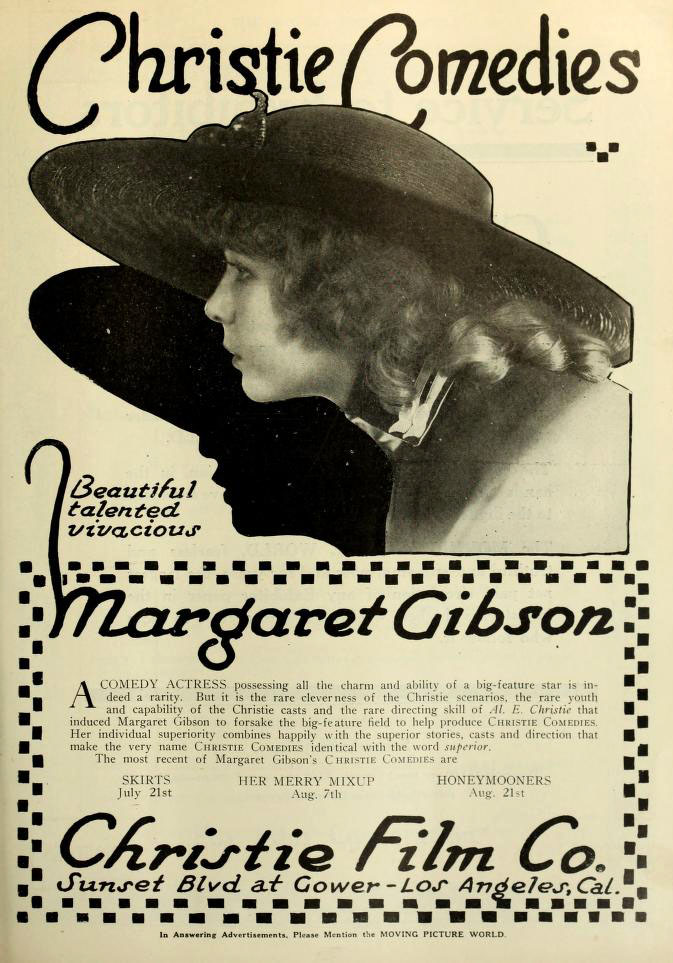
Article en 1917
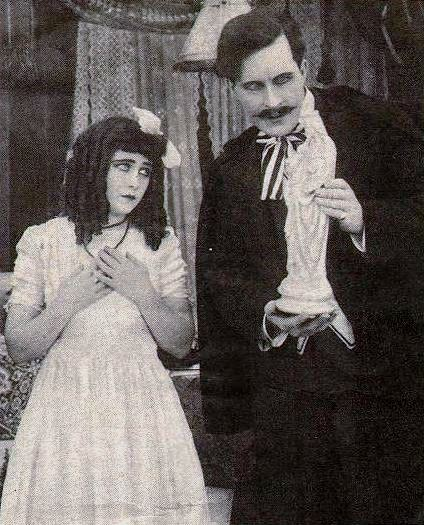
Dans A Little Madonna (1914)